# DollZ
DollZ (zapis stylizowany: dollZ) – polski zespół muzyczny pochodzący z Wrocławia i Warszawy, działający od 2011 roku i wykonujący muzykę z pogranicza alternatywnego rock i pop.

## Historia
DollZ (dawniej Dolls Insane) powstał w 2011 roku. Punktem wyjścia był moment, gdy wokalistka Paulina Kut wystąpiła w TVN – X Factor. Kuba Wojewódzki jej występ skomentował: „Ja to się nie boję, że ty będziesz śpiewała w przyszłości, ja się boję, że ty kiedyś będziesz miała pacjentów”. Wtedy Maciej Pawełczyk (gitarzysta) zaproponował jej współpracę. Wkrótce do dwójki dołączyła reszta zespołu.
Zaraz potem powstał teledysk „Every Street” zrealizowany na Warszawskiej Pradze. Następnie zespół nakręcił kolejny klip do utworu „Tory” w Las Vegas. Wystąpił w nim gościnnie Adam „Nergal” Darski, lider grupy Behemoth.
W tym samym czasie zespół wziął udział w IV edycji programu „Must Be The Music. Tylko Muzyka”. Wtedy właśnie Dollz na antenie telewizji Polsat ogłosił premierę klipu „Tory”.
Pod koniec 2013 zespół nagrał utwór „Bile Bur Gorne”, który można usłyszeć w czołówce popularnego programu „Kossakowski. Szósty Zmysł”. Do piosenki powstał teledysk z ujęciami z programu.
21 listopada 2013 roku dochodzi do podpisania kontraktu z wytwórnią MJM Music PL.
22 września 2014 ukazała się EPka pod tytułem „Taa...”.
W 2015 w czołówce programu „Złomowisko PL” na antenie Discovery Channel Polska, można usłyszeć utwór pt. „Diament Mój”. Serial staje się ogólnokrajowym hitem.
24 marca 2017 ma premierę pierwsza, długogrająca płyta zespołu pod tytułem „Sz… Sz… Sz”, która zawiera czternaście autorskich piosenek.
Zespół postanawia podjąć współpracę ze szwedzkim producentem Marcusem Backmanem, której owocem jest remix utworu „Nibyland II”. Piosenka uzyskuje zupełnie nową odsłonę. Wkrótce zostaje do niej nagrany mroczny teledysk.
W 2018 roku z utworem „Nibyland II” dollZ dostają się na Krajowy Festiwal Piosenki Polskiej w Opolu na koncert Debiuty.
Rok 2018 zespół zamyka premierą singla „Przetrzyj oczy”.
W 2020 zespół decyduje się znowu na pracę ze szwedzkim producentem i powstaje utwór „Czasem Drzwi II”. Kontrowersyjny teledysk do piosenki jest wizją wrocławskiego fotografa Radka „@Bizzart6" Wróbla.
W 2021 roku odbędzie się premiera wspólnego singla zespołu DOLLZ oraz zespołu Żywiołak.

## Nagrody i osiągnięcia
- Zespół dostaje się do półfinału IV edycji programu Must Be The Music. Tylko Muzyka[4].
- W 2015 zespół zdobywa Nagrodę Dziennikarzy na festiwalu Bałtyk Festiwal – Media i Sztuka, organizowanego przez Radio Koszalin[15].
- W 2018 roku dollZ dostaje się na Krajowy Festiwal Piosenki Polskiej w Opolu na koncert Debiuty, z utworem Nibyland II[16].

## Muzycy

### Obecny skład zespołu
- Paulina Kut – śpiew
- Maciej „Amol” Pawełczyk – gitara
- Aleksander Renda – gitara basowa
- Krystian Kwaśny – perkusja

### Byli członkowie zespołu
- Wojtek Łańko – gitara basowa
- Michał Słomiński – instrumenty klawiszowe
- Michał Buczak – gitara basowa
- Oskar Bukała – perkusja
- Marek Żebrowski – perkusja
- Marek Piotr Szumski – gitara
- Tymoteusz Nowak – gitara basowa

## Dyskografia
EP „Taa...”, producent: MJM Music PL, data wydania: 2014-10-27.
album „Sz… Sz… Sz”, producent: MJM Music PL, EAN: 5908243452769, data wydania: 2017-03-24.

## Teledyski
- Czasem Drzwi II.      – reż. Radek Wróbel, Paulina Kut, zdj. Maciej Kochajewski, 2020r;
- Przetrzyj Oczy.     - reż. Paulina Kut, Maciej Pawełczyk, zdj. Siarhey Marchyk, 2019r;
- Nibyland II.      – reż. Maciej Pawełczyk, Paulina Kut, zdj. Armand Urbaniak, 2018r;
- Tory.      – reż. Paulina Kut, Maciej Pawełczyk, zdj. Jakub Jakielaszek, 2012r;
- Bile Bur Gorne.      – reż. Maciej Pawełczyk, Paulina Kut, zdj. Piotr Nieporęcki, 2014r;
- Diament Mój.      – reż. Maciej Pawełczyk, Paulina Kut, zdj. Andrzej Szulc, 2016r;
- Księżniczka.      – zdj. Siarhei Marchyk, Egor Efimov, 2019r;
- Everystreet.      – reż. Paulina Kut, Maciej Pawełczyk, zdj. Jakub Jakielaszek, 2012r;
- Czy Ktokolwiek?.      – reż. Paulina Kut, Maciej Pawełczyk, zdj. Jakub Jakielaszek, 2014r;
- Lawju Bejbe.      – reż. Paulina Kut, Maciej Pawełczyk, zdj. Radosław Wikiera, 2017r;
- Krzyczę Znów.      – reż. Paulina Kut, Maciej Pawełczyk, 2019 r.